# 슈코더르호

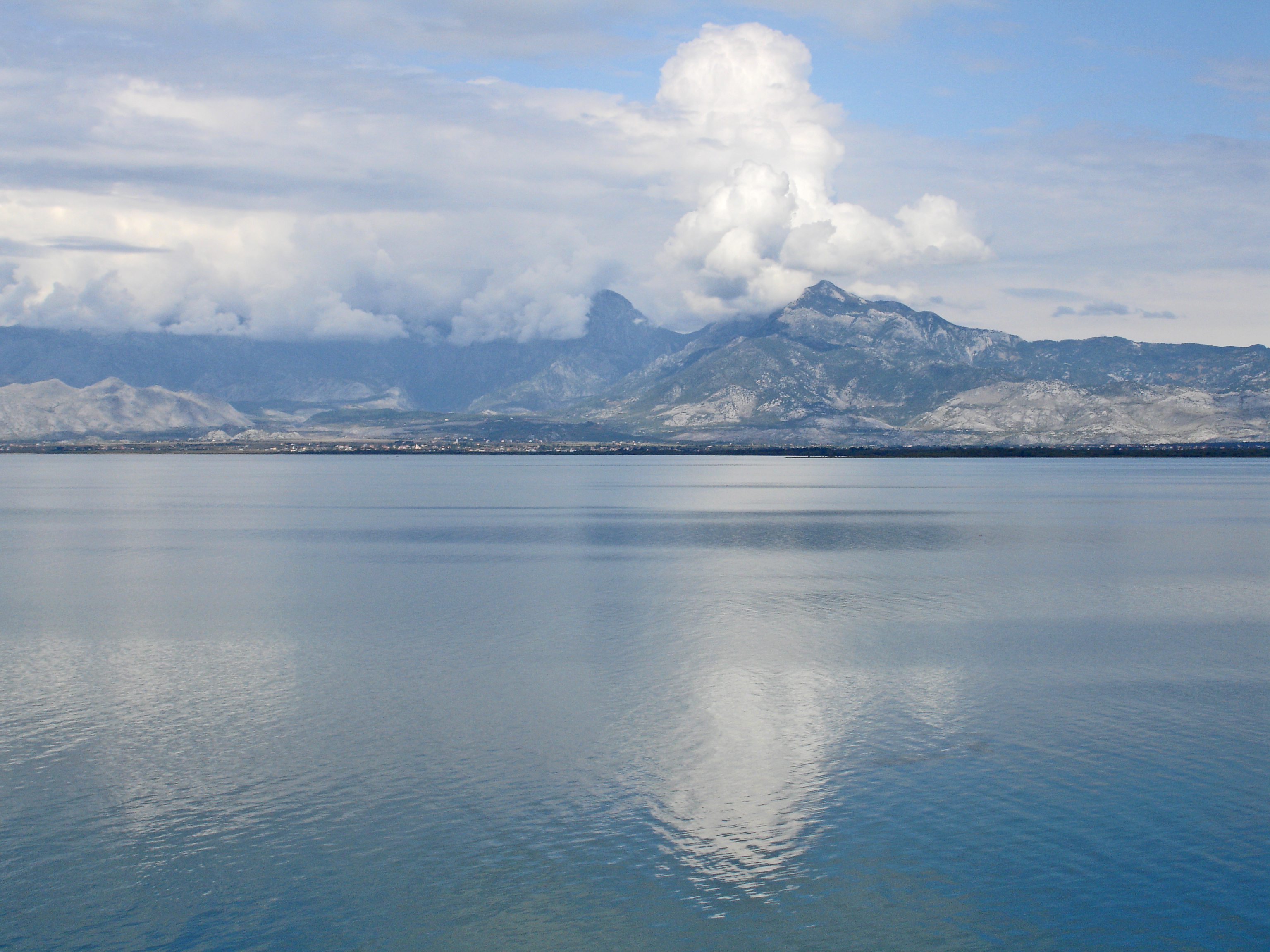
슈코더르호

슈코더르호(알바니아어: Liqeni i Shkodrës) 또는 스카다르호(세르비아어: Skadarsko jezero, Скадарско језеро)는 알바니아와 몬테네그로의 경계 지역에 위치한 발칸반도 최대의 호수로, 면적은 최소 370km2, 최대 530km2이다.
이 호수의 높이는 6m이며 최대 길이는 48km이다. 최대 너비는 14km이며 최대 깊이는 44m이다. 몬테네그로는 이 호수의 2/3를 차지하고 있으며 알바니아는 이 호수의 1/3을 차지하고 있다. 이 호수의 물은 모라차강에서 유입되어 보야나강으로 빠져나간 뒤에 아드리아해로 흘러든다.
몬테네그로는 1983년에 슈코더르 호와 주변 지역을 국립공원으로 지정했다. 이 지역은 유럽 최대의 조류 보호 구역으로, 약 270여 종의 새가 서식하고 있다. 슈코더르호는 1996년에 람사르 협약이 지정한 국제적으로 중요한 습지로 등록되었다.